# Infezione da Clostridioides difficile
L'infezione da Clostridioides difficile (in sigla dall'inglese CDI), nota anche come enterocolite da C. difficile o colite associata ad antibiotici è un'infezione sintomatica dovuta al batterio Clostridioides difficile, molto diffuso nell'uomo, dove è normalmente parte del microbiota umano, e nell'ambiente sia in forma vegetativa sia nello stato di spora.
Il C. difficile è una grave minaccia per la salute ed è il principale responsabile delle infezioni nosocomiali. La CDI rappresenta circa il 20% dei casi di diarrea associata ad antibiotico.
L'enterocolite è causata dalle tossine prodotte dal C. difficile. Le manifestazioni cliniche variano da forme modeste a forme rapidamente fatali. I sintomi della CDI includono diarrea acquosa, febbre, nausea e dolore addominale. Le complicazioni possono includere colite pseudomembranosa, megacolon tossico, perforazione del colon e sepsi. La colite pseudomembranosa viene frequentemente identificata con la CDI, anche se è solo uno dei suoi molti quadri clinici. Anche la colite associata ad antibiotici viene frequentemente identificata con la CDI anche se ci sono coliti associate ad antibiotici non dipendenti dal C. difficile.
L'infezione da Clostridioides difficile si diffonde attraverso le spore batteriche per via oro-fecale. Le superfici possono essere contaminate dalle spore con possibile diffusione attraverso le mani di soggetti ospedalizzati e operatori sanitari. Generalmente vengono colpiti pazienti sottoposti a terapia antibiotica ad ampio spettro, quale conseguenza dell'alterazione (disbiosi) del normale microbiota umano che risulta favorevole al C. difficile. Altri fattori di rischio comprendono il ricovero in ospedale, altri problemi di salute e l'età avanzata e, secondo alcuni studi, gli inibitori della pompa protonica. Raramente questa condizione può insorgere come complicanza di una patologia cronica debilitante o dopo un intervento chirurgico.
La diagnosi viene effettuata mediante coltura di feci o test per il DNA o le tossine dei batteri. Nei soggetti che risultano positivi ma privi di sintomi, la condizione è nota come colonizzazione da C. difficile piuttosto che infezione.
Gli sforzi di prevenzione includono la pulizia delle sale terminali negli ospedali, la limitazione dell'uso di antibiotici e campagne di lavaggio delle mani negli ospedali.  Un igienizzante per mani a base di alcool non sembra efficace. L'interruzione degli antibiotici ad ampio spettro può determinare la risoluzione dei sintomi entro tre giorni in circa il 20% degli infetti.
Il trattamento antibiotico dei CDI può essere difficile, a causa sia della resistenza agli antibiotici sia dei fattori fisiologici dei batteri (formazione di spore, effetti protettivi della pseudomembrana). Gli antibiotici, il metronidazolo, la vancomicina o la fidaxomicina, cureranno l'infezione. I test diagnostici vanno ripetuti dopo il trattamento, quando i sintomi si siano risolti, poiché il paziente può rimanere colonizzato. Sono state segnalate recidive fino al 25% dei casi. Alcuni dati provvisori indicano che il trapianto di microbiota fecale e i probiotici possano ridurre il rischio di recidiva.
Un numero significativo di pazienti necessita di colectomia di emergenza.

## Notizie storiche
Il batterio è stato identificato da Hall e O’Toole nelle feci di neonati sani nel 1935. Tedesco nel 1974 ha riconosciuto, in pazienti trattati con clindamicina, la colite associata ad antibiotici, rilevando pseudomembrane nel 50% dei casi. Nel 1978 Bartlett ha scoperto che C. difficile era in grado di produrre tossine e causare colite pseudomembranosa. Nei primi anni 2000 è stata rilevata l'aumentata patogenicità di un ceppo di C. difficile (BI/NAP1/027) particolarmente tossicogeno e resistente ai fluorochinoloni.

## Epidemiologia
Le infezioni da C. difficile si verificano in tutte le aree del mondo e il batterio è divenuto il principale responsabile delle infezioni nosocomiali, superando lo Stafilococco aureo meticillina-resistente. In uno studio retrospettivo su oltre 11 000 pazienti ospedalizzati, C. difficile è risultato la più frequente causa di infezioni ospedaliere, essendo responsabile del 12% di tutte le infezioni. Il C. difficile è causa del 10-25% di tutti i casi di diarrea associata agli antibiotici.
Secondo un criterio epidemiologico le infezioni da C. difficile vengono distinte in health care-associated (associati all'assistenza sanitaria), community-associated (associati alla comunità) e indeterminated (origine sconosciuta). Negli Stati Uniti nel 2011 sono stati stimati circa 453 000 casi di infezione da C. difficile, con 29 000 morti; l'incidenza stimata è stata di 147/100 000 abitanti, con il 65,8% di casi health care-associated. Nel 2017, ci sono stati circa 223 900 casi di pazienti ospedalizzati e 12 800 decessi negli Stati Uniti.  Nel 2016, 20 paesi europei hanno segnalato 7711 casi di CDI, di cui 74,6% health care-associated e 25,4% o community-associated o di origine sconosciuta. Negli ospedali che hanno fornito dati basati sui casi, il sesso maschile era interessato nel 44,9% e l'età media era di 75,0 anni. La densità di incidenza grezza di CDI health care-associated era di 2,4 casi/10000 giorni-paziente.
I tassi globali di malattia sono aumentati tra il 2001 e il 2016, passando da circa 4/1000 dimissioni ospedaliere del 2000 a circa 15/1000 del 2015 in USA. Gli ultrasessantacinquenni e le donne bianche sono i più colpiti. Negli Stati Uniti, le infezioni associate all'assistenza sanitaria aumentano il costo delle cure di 1,5 miliardi di dollari ogni anno.
L'incidenza di CDI, così come i decessi attribuibili a C difficile, è aumentata anche in Canada. Nella regione canadese dell'Estrie del Quebec, l'incidenza è quadruplicata nel 2003 raggiungendo i 92,2 casi per 100 000 abitanti. In un sondaggio condotto su 97 ospedali in 34 paesi europei, l'incidenza di C difficile nei pazienti ospedalizzati è stata di 41 per 100 000 giorni-paziente.
L'aumento dell'incidenza mondiale di CDI è stato attribuito a una varietà di fattori di rischio, tra cui maggior numero di pazienti anziani nella popolazione, resistenza al trattamento ai fluorochinoloni ed emergenza di un ceppo di C difficile recentemente scoperto e più virulento (BI / NAP1 / 027). Ulteriori fattori di rischio verso l'aumento delle CDI includono l'uso di penicilline e clindamicina, nonché un maggiore utilizzo del numero totale di antibiotici nella comunità. Circa il 50-65% dei casi di community-asociated CDI mostrano una precedente esposizione ad antibiotici

## Eziopatogenesi
L'infezione da batteri C. difficile è causata da specifici ceppi tossicogeni del C. difficile.
Le infezioni da C. difficile possono essere classificate come endogene o esogene. L'infezione endogena ha origine dai ceppi batterici presenti nei portatori sani, mentre l'infezione esogena avviene attraverso la trasmissione da individui infetti, operatori sanitari contaminati, fonti nosocomiali e ambiente contaminato. Il C. difficile si diffonde per via orale-fecale. L'infezione si acquisisce per ingestione orale di spore resistenti presenti nell'ambiente. Le spore tollerano l'acidità dello stomaco e nell'intestino tenue per azione dei sali biliari germinano nella forma vegetativa. In seguito all'applicazione di agenti antimicrobici e della conseguente distruzione della normale flora batterica del colon, nell'intestino crasso si verifica la colonizzazione del C. difficile. Successivamente, la moltiplicazione batterica e la produzione di tossine danneggiano le cripte intestinali.
Le tossine primarie prodotte da questo batterio sono le tossine A (un'enterotossina) e B (una citotossina), che inducono aumento della permeabilità dell'epitelio intestinale, apoptosi e necrosi delle cellule dell'ospite stimolando la produzione di citochine e provocando infiammazione. Le tossine del Clostridioides difficile sono fattori di virulenza necessari sia negli animali che nell'uomo in quanto i ceppi non produttori di tossine non provocano malattie.  Sebbene le prove abbiano indicato la tossina A come la principale tossina, ceppi di C. difficile  che producono solo la tossina B causano lo stesso spettro di malattie dei ceppi produttori di entrambe le tossine. Le tossine A e B sono i principali fattori di virulenza di C. difficile che danno il contribuito prevalente alla sua patogenicità, caratterizzata da infiammazione della mucosa, diarrea e molto spesso formazione di pseudomembrane composte da detriti necrotici, cellule infiammatorie e fibrina. Oltre alle principali tossine, il C. difficile può produrre una serie di altri presunti fattori di virulenza, tra cui la tossina binaria CDT, la proteina legante la fibronectina FbpA, le fimbrie, lo strato S SlpA, la proteasi della cisteina Cwp84 e le proteine di superficie Cwp66 e CwpV.
Recentemente si è compresa l'importanza della risposta immunitaria, in particolare delle IgG dirette contro la tossina A, che sono riconosciute come motivo fondamentale dell'espressione della PMC nell'uomo. I primi eventi critici a seguito dell'esposizione alla tossina sono dovuti al rilascio della sostanza P e di neuropeptidi correlato al gene della calcitonina (CGRP) da neuroni sensoriali afferenti con attivazione dei macrofagi della lamina propria intestinale e dei mastociti. Questi peptidi, a loro volta fanno rilasciare una complessa cascata di altri mediatori infiammatori dalle cellule della lamina propria.

### C. difficile

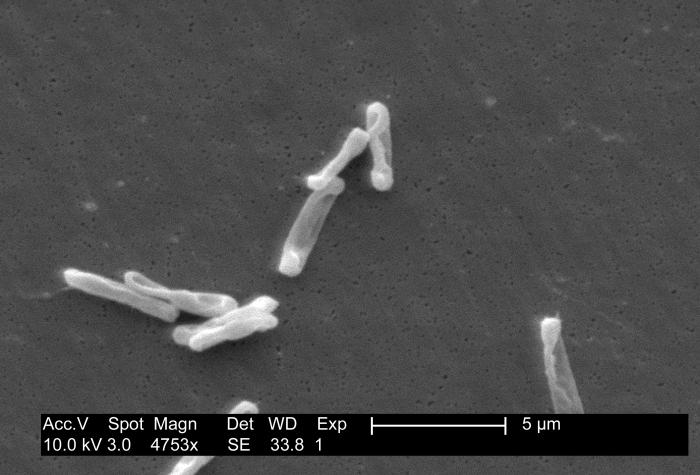
C. difficile visti attraverso microscopia elettronica a scansione

I clostridi sono batteri mobili anaerobici, sporigeni, di natura ubiquitaria e particolarmente diffusi nel suolo. Al microscopio, appaiono come cellule lunghe, irregolari (spesso a forma di bacchetta o mandrino) con un rigonfiamento alle estremità terminali. Sotto la colorazione di Gram, le cellule di C. difficile sono Gram-positive e mostrano una crescita ottimale sull'agar sangue alle temperature del corpo umano in assenza di ossigeno. Quando stressati, i batteri producono spore che sono in grado di tollerare condizioni estreme che i batteri attivi non possono tollerare.  Le spore sono resistenti al calore e non vengono uccise dai detergenti per le mani a base alcolica o dalla normale pulizia delle superfici. Pertanto, queste spore sopravvivono negli ambienti clinici per lunghi periodi. Per questo motivo, i batteri possono essere coltivati da quasi tutte le superfici. Una volta ingerite le spore, essendo resistenti agli acidi, passano illese attraverso lo stomaco e nel colon, in seguito all'esposizione agli acidi biliari, germinano e si moltiplicano nelle cellule vegetative.
C. difficile può stabilirsi nel colon umano: è presente nel 2-5% della popolazione adulta. Può essere isolato nell'80% delle feci dei bambini fino a 1 anno di età, colonizzazione favorita dall’immaturità della flora batterica intestinale. Per ragioni non del tutto chiarite, si sospetta che l'assenza dei recettori delle tossine negli enterociti immaturi del neonato e dell'infante non favoriscano la patogenicità del C.difficile, fino a un anno di età la colonizzazione è frequentemente asintomatica anche in presenza di ceppi tossigenici.
I ceppi patogeni di C. difficile producono tossine multiple. Le meglio caratterizzate sono l'enterotossina (tossina A) e la citotossina (tossina B), entrambe le quali possono provocare diarrea e infiammazione nei pazienti infetti, sebbene i loro contributi relativi siano discussi. Le tossine A e B sono glucosiltransferasi che glicosilano e inattivano la famiglia di GTPasi Rho. Una volta penetrate nelle cellule del colon per endocitosi-recettore dipendente, le tossine provocano la formazione di pori nella membrana endosomica e passano nel citoplasma, dove esercitano la loro azione enzimatica. La tossina B (citotossina) induce l'actina-depolimerizzazione mediante un meccanismo correlato con una diminuzione della ribosilazione dell'ADP delle proteine Rho che legano GTP a bassa massa molecolare. Ciò provoca la perdita delle giunzioni intercellulari e l'aumento della permeabilità dell'epitelio intestinale. Un'altra tossina, la tossina binaria, è stata anche descritta, ma il suo ruolo nella malattia non è completamente compreso.
L'emergere di un nuovo e altamente tossico ceppo di C. difficile, che è resistente al fluorochinolone e antibiotici come la ciprofloxacina e la levofloxacina, responsabile di varie epidemie in Nord America, è stato segnalato nel 2005. Negli Stati Uniti, Centri per il controllo e la prevenzione delle malattie ad Atlanta hanno avvertito dell'emergere di un ceppo epidemico con aumento della virulenza, resistenza agli antibiotici o entrambe.
Nel 2005, l'analisi molecolare ha portato all'identificazione del tipo di ceppo di C. difficile caratterizzato come gruppo BI mediante analisi di endonucleasi di restrizione, come NAP1 (North American pulsed field type 1) mediante elettroforesi su gel a campo pulsato e come ribotipo 027; la diversa terminologia riflette le differenti tecniche utilizzate per la tipizzazione microbiologica. Questo ceppo viene chiamato C. difficile BI / NAP1 / 027.

### Fattori di rischio

#### Antibiotici
La colite da C. difficile è fortemente associata all'uso di questi antibiotici: fluorochinoloni, cefalosporine, clindamicina, carbapenemi.
Alcune ricerche suggeriscono che l'uso di routine di antibiotici nell'allevamento del bestiame sta contribuendo allo scoppio di infezioni batteriche come il C. difficile.

#### Ambiente sanitario
Le persone sono spesso infettate negli ospedali, nelle case di cura,  o in altre istituzioni mediche, sebbene l'infezione al di fuori delle strutture sanitarie stia aumentando. Gli operatori sanitari potrebbero eventualmente diffondere i batteri ai pazienti o contaminare le superfici attraverso il contatto con le mani. Gli individui possono sviluppare l'infezione se toccano oggetti o superfici contaminate da feci e poi si portano le mani alla bocca o alle mucose. Il tasso di acquisizione di C. difficile è stimato essere del 13% nei pazienti con degenza ospedaliera fino a due settimane e del 50% con soggiorni superiori a quattro settimane.
Il ricovero a lungo termine o la residenza in una casa di cura entro l'anno precedente sono fattori di rischio indipendenti per l'aumento della colonizzazione.

#### Farmaci per la soppressione acida
L'aumento dei tassi di CDI acquisiti in comunità è associato all'uso di farmaci per sopprimere la produzione di acido gastrico: gli antagonisti del recettore H2 hanno aumentato il rischio di 1,5 volte e gli inibitori della pompa protonica dell'1,7 con l'uso una volta al giorno e del 2,4 con più di una volta al giorno uso.

#### Altro
Come risultato del deficit di batteri sani, attraverso la perdita di una fonte alimentare batterica, l'uso prolungato di una dieta elementare aumenta il rischio di sviluppare l'infezione da C. difficile. Bassi livelli sierici di albumina sono un fattore di rischio per lo sviluppo dell'infezione da C. difficile e, nei soggetti infetti, per malattie gravi. Gli effetti protettivi dell'albumina sierica possono essere correlati alla capacità di questa proteina di legare la tossina A e la tossina C. difficile, compromettendo così l'ingresso negli enterociti.

## Clinica

Evoluzione dell'infezione da Clostridioides difficile

La colite da C. difficile è classificata nel ICD-10 come segue:
- A04.79 Enterocolite da C. difficile, non specificata
- A04.73 Enterocolite da C. difficile con megacolon, con altre complicanze d’organo
- A04.72 Enterocolite da C. difficile con megacolon, senza altre complicanze d’organo
- A04.71 Enterocolite da C. difficile senza megacolon, con altre complicanze d’organo
- A04.70 Enterocolite da C. difficile senza megacolon, senza altre complicanze d’organo

Nei bambini, il sintomo più frequente di una CDI è la diarrea acquosa con almeno tre movimenti intestinali al giorno per due o più giorni, che possono essere accompagnati da febbre, perdita di appetito, nausea e/o dolore addominale. Quelli con un'infezione grave possono sviluppare una grave infiammazione del colon e presentare una diarrea scarsa o nulla.
Negli adulti le manifestazioni cliniche dell'infezione associata alla colonizzazione del C. difficile sono molto varie per gravità; infatti si possono avere:

### Colonizzazione asintomatica
I portatori sono individui che rilasciano C. difficile con le feci ma non hanno diarrea e possono svolgere nel ciclo di trasmissione il ruolo di serbatoi (in inglese: reservoir) di C. difficile. Secondo diversi studi, la frequenza dello stadio di portatore negli adulti, nei pazienti ospedalizzati e nei pazienti con lunghe degenze ospedaliere è rispettivamente di circa il 3%, 20-30% e 50%. I pazienti asintomatici infettati da C. difficile agirebbero come serbatoi del batterio per mantenere la continua contaminazione da C. difficile dell'ambiente ospedaliero. I portatori facilitano la diffusione delle spore nell'ambiente a concentrazioni inferiori rispetto ai pazienti con diarrea o altri sintomi.

### Sindrome diarroica lieve
Il C. difficile è la causa di circa il 10-20% di tutti i casi di diarrea associata agli antibiotici. La diarrea associata al C.difficile, in sigla dall'inglese CDAD (Clostridiodes Difficile Associated Diarrea) è caratterizzata come una diarrea inspiegabile che si manifesta tra 2 ore e 2 mesi dopo l'uso di antibiotici e spesso accompagnata da dolore addominale: possono essere presenti febbre (30-50% dei pazienti), leucocitosi (50-60%), dolori addominali o crampi (20-33%); sono stati descritti anche nausea, malessere, anoressia, ipoalbuminemia, presenza di sangue occulto nelle feci, disidratazione. La diarrea è stata definita come 3 o più evacuazioni/die con feci non formate e per almeno 2 giorni consecutivi. La CDAD viene stabilita quando la tossina A viene identificata nelle feci, indipendentemente dall'isolamento di C. difficile dalle feci. In passato si pensava che la CDAD fosse quasi esclusivamente correlata al ricovero, ma negli ultimi decenni la frequenza della community-associated CDI è andata progressivamente crescendo. Secondo i rapporti dei Centers for Disease Control (CDC) negli ultimi anni, l'esposizione all'ambiente sanitario (health care) è il fattore di rischio più importante per CDAD. Sebbene la revisione della letteratura dimostri che diversi gruppi di antibiotici siano associati alla CDAD nei pazienti ospedalizzati, non è ancora chiaro quali gruppi di antibiotici o quali antibiotici correlati siano più importanti. Tuttavia, ci sono due ipotesi sull'acquisizione e la patogenesi della CDAD. Nella prima ipotesi, un paziente acquisisce C. difficile durante il ricovero ed è successivamente a rischio di CDAD se esposto ad agenti antimicrobici. Nell'altra ipotesi un paziente acquisisce C. difficile durante il ricovero, ma non è altamente suscettibile all'infezione da C. difficile fino a quando non riceve una terapia antimicrobica. Nella sindrome diarroica lieve, l'endoscopia evidenzia tessuti normali o con erosioni delle mucose, ma assenza di pseudomembrane. La CDAD si risolve nel 25% dei casi con la sospensione della terapia antibiotica. Sono frequenti le ricorrenze: 20% dopo il 1ºepisodio, 40% dopo la 1 a recidiva, > 60% dopo ≥2 recidive.

### Colite senza pseudomembrane
La colite senza formazione di pseudomembrane è la manifestazione clinica più comune di CDI. Questa comporta costi sanitari significativi, ricoveri prolungati e aumento della morbilità. I sintomi includono dolore addominale, nausea, malessere, anoressia, diarrea acquosa e possibile presenza di tracce di sangue nelle feci. Inoltre, possono verificarsi febbre, disidratazione e leucocitosi. Un numero elevato di globuli bianchi deve essere considerato attentamente per CDI nei pazienti trattati con agenti antibatterici, anche in assenza di diarrea.

### Colite pseudomembranosa

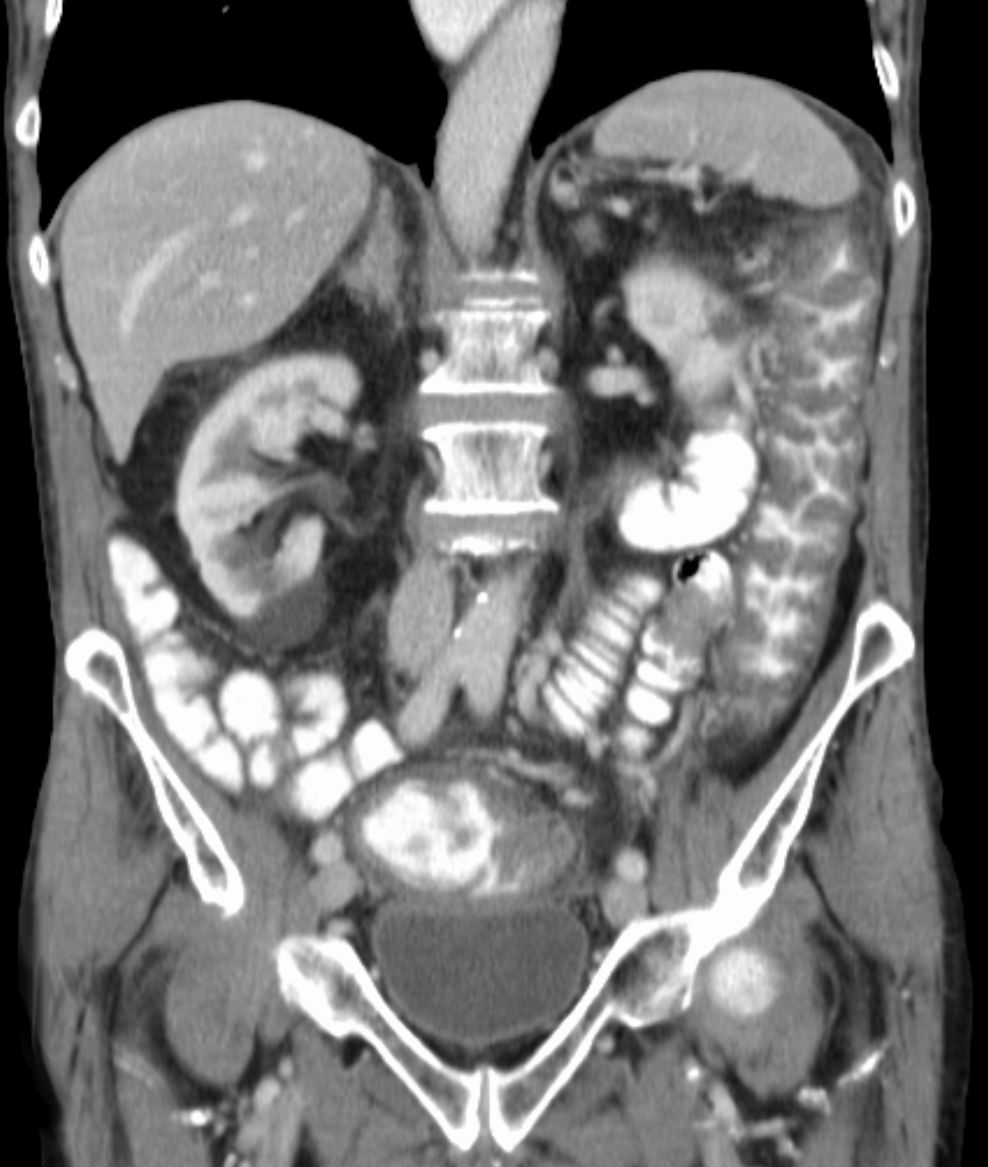
Colite pseudomembranosa vista in tomografia computerizzata

La colite pseudomembranosa, in sigla dall'inglese PMC, è caratterizzata da necrosi epiteliale, ulcerazioni della parete intestinale con formazione di pseudomembrane costituite da mucina, fibrina, leucociti, frammenti cellulari. PMC è un termine descrittivo per una forma di colite che è stata descritta per la prima volta come la complicanza postoperatoria della gastrostomia per un'ulcera peptica ostruttiva. Vari altri casi sono stati descritti prima dell'avvento degli antibiotici. Negli ultimi anni, la maggior parte dei casi di colite pseudomembranosa è stata attribuita al trattamento antimicrobico che ha alterato la normale flora del paziente. La maggior parte dei casi di PMC è correlata all'uso di clindamicina e lincomicina. Tuttavia, sono stati segnalati numerosi altri agenti antibatterici correlati. La PMC è una patologia grave ad esordio brutale con diarrea profusa (>7 scariche/die) con muco, febbre (75% dei casi), dolore addominale (70% dei casi), iperleucocitosi (40% dei casi), disidratazione, ipoalbuminemia (meno di 30 mg / L), aumento delle globuline sieriche. Si riscontra presenza di leucociti nelle feci (50% dei casi). All'esame sigmoidoscopico si osservano placche giallastre friabili (2-3 mm - 2 cm) nella mucosa del colon-retto e talvolta nell'ileo terminale e sono i migliori segni di rilevamento di PMC. A causa dei potenziali effetti tossici dell'infezione, è essenziale selezionare gli agenti antibatterici appropriati per il trattamento della colite pseudomembranosa. Va notato che le recidive si verificano in circa il 10–25% dei pazienti guariti.

### Colite fulminante
La colite fulminante si verifica approssimativamente nel 3% dei pazienti con CDI ed è responsabile della maggior parte delle complicanze gravi tra cui megacolon tossico, ileo, perforazione intestinale, sepsi, ileo prolungato e morte. Un aumento significativo della colite fulminante negli ultimi anni è associato a un ceppo ipervirulento di C. difficile (ribotipo 027) che provoca lo sviluppo di sintomi, insufficienza multiorgano e aumento della mortalità. Inoltre, diversi studi hanno riportato l'importanza dell'infezione da C. difficile nella malattia infiammatoria intestinale (IBD). L'IBD potrebbe rappresentare una sfida clinica a causa di alcuni sintomi simili a quelli della CDI, anche in assenza di recente somministrazione di antibiotici. È stato anche segnalato che C. difficile è coinvolto nell'esacerbazione della colite ulcerosa. È necessario valutare regolarmente il C. difficile nei pazienti con IBD grave, soprattutto prima di iniziare un'ulteriore terapia immunosoppressiva. Tuttavia, il rilevamento di C. difficile in pazienti che soffrono di colite ulcerosa è molto difficile a causa dell'ampio spettro di malattie.

### Altre complicanze addominali
La CDI viene associata anche a volvolo e all'enteropatia proteino-disperdente. Alcuni studi hanno riscontrato che la CDI non è limitata solo al colon. Infatti, sono state segnalate infezioni extracoloniche da C. difficile e la manifestazione clinica della malattia comprende malattia del piccolo intestino con formazione di pseudomembrane sulla mucosa ileale, batteriemia, artrite reattiva, ascesso viscerale, appendicite, ascesso intraddominale, osteomielite ed empiema. Nella maggior parte dei casi, le infezioni extracoloniche da C. difficile hanno un precedente coinvolgimento con malattie sottostanti come malattie gastrointestinali, colite da C. difficile o operazione chirurgica del colon.

### Diarrea ricorrente associata alC.difficile
Le ricadute sono state segnalate nel 20% dei pazienti. La CDI ricorrente è uno degli aspetti più impegnativi della CDI che si verifica a causa di ricadute o reinfezioni. La frequenza relativa di ciascun meccanismo di recidiva non è stata ben descritta; tuttavia, in molti articoli pubblicati, il 33-75% dei casi di CDI ricorrente è attribuito all'infezione con un nuovo ceppo. Circa il 25% dei pazienti trattati con metronidazolo o vancomicina, tipicamente entro 4 settimane dal completamento della terapia antibiotica, presenta sintomi ricorrenti. La causa principale delle CDI ricorrenti non è stata riconosciuta, ma sembra che i disturbi della normale flora intestinale e una risposta immunitaria difettosa contro C. difficile e/o le sue tossine giochino un ruolo importante nello sviluppo delle CDI ricorrenti.

### Manifestazioni extraintestinali
Tra le manifestazioni extraintestinali sono state segnalate: batteriemia, ascesso splenico, osteomielite e Sindrome di Reiter.

## Diagnosi
Prima dell'avvento dei test per rilevare le tossine di C. difficile, la diagnosi più spesso veniva fatta mediante colonscopia o sigmoidoscopia. La comparsa di "pseudomembrane" sulla mucosa del colon o del retto è altamente suggestiva, ma non diagnostica della condizione. Le pseudomembrane sono composte da un essudato fatto di detriti infiammatori e globuli bianchi. Anche se la colonscopia e la sigmoidoscopia sono ancora impiegate, ora i test delle feci per la presenza di tossine di  C. difficilele sono spesso l'approccio diagnostico di prima linea. Di solito, solo le due tossine, A e B, vengono testate anche se il microrganismo ne produce molte altre. Questo test non è accurato al 100% ed ha una notevole percentuale di falsi negativi anche con test ripetuti.

### Test di citotossicità
Le tossine di C. difficile hanno un effetto citopatico nella coltura cellulare e la neutralizzazione di qualsiasi effetto osservato con antisieri specifici è il gold standard pratico per gli studi che impieganol nuove tecniche diagnostiche CDI. La cultura tossigenica, in cui gli organismi vengono coltivati su terreni selettivi e testati per la produzione di tossine, rimane il gold standard ed è il test più sensibile e specifico, sebbene sia lento e ad alta intensità di lavoro. I test di citotossicità cellulare hanno mostrato la sensibilità del 57-100% e la specificità del 99-100% in diversi studi.

### Saggio immuno-assorbente enzimatico ELISA
La valutazione delle tossine A e B mediante saggio di immunoassorbimento enzimatico (ELISA) per una o entrambe queste tossine ha una sensibilità del 63-99% e una specificità del 93–100%.
In precedenza, gli esperti raccomandavano di inviare fino a tre campioni di feci per escludere la malattia qualora i test iniziali fossero negativi, ma l'evidenza suggerisce che i test ripetuti durante lo stesso episodio di diarrea sono di valore limitato e dovrebbero essere scoraggiati. Se il trattamento è efficace la tossina C. difficile dovrebbe scomparire dalle feci dei pazienti infetti. Molti ospedali testano solo per la tossina A, ma i ceppi che esprimono solo la tossina B sono ora spesso presenti, per cui dovrebbero essere effettuati test per entrambe le tossine. La mancata esecuzione dei test per entrambe le tossine può contribuire a ritardare l'ottenimento dei risultati di laboratorio, che è spesso causa di malattia prolungata e scarsi risultati.

### Altri test delle feci
Il test immuno-enzimatico per la glutamico-deidrogenasi (glutamate dehydrogenase enzyme immunoassay o GDH-EIA) ha una sensibilità dell'85-95% e una specificità dell'89-99%, ma non è in grado di distinguere i ceppi tossigeni di C. difficile da quelli non tossigeni e pertanto deve essere associato ad altri test. Anche le misurazioni dei leucociti delle feci e i livelli di lattoferrina delle feci sono stati proposti come test diagnostici, ma possono avere un'accuratezza diagnostica limitata.

### Test di amplificazione degli acidi nucleici
I test di amplificazione degli acidi nucleici (NAAT) sono i metodi più recenti per il rilevamento di ceppi tossigeni di C. difficile. NAAT disponibili per identificare geni di C. difficile sono PCR (reazione a catena della polimerasi), real-time PCR, e l'amplificazione isotermica loop-mediata. Questi test rilevano vari bersagli all'interno del locus di patogenicità del genoma di C. difficile come tcdA, tcdB, tcdC e altri geni come 16S, gluD e la triosofosfato-isomerasi.
Il test di campioni di feci mediante PCR in tempo reale è in grado di rilevare C. difficile circa il 93% dei casi, con la possibilità di falsi positivi in circa il 3% dei casi. Questo test è più accurato della coltura citotossigenica o del test di citotossicità cellulare. Sensibilità e specificità sono rispettivamente del 90% –100% e del 94% –100%. Un altro vantaggio è che il risultato può essere raggiunto entro tre ore. Gli svantaggi includono il costo più elevato e il fatto che il test cerca solo il gene per la tossina e non la tossina stessa. Ciò significa che, se il test viene utilizzato senza conferma per la produzione di tossine, può verificarsi una diagnosi eccessiva che include non solo i casi di infezione, ma anche quelli di sola colonizzazione. Per la stessa ragione ripetere i test può essere fuorviante ed è molto improbabile che testare i campioni più di una volta ogni sette giorni in pazienti senza nuovi sintomi fornisca informazioni utili. I test PCR sono potenziali sostituti dei test meno sensibili e meno specifici.

### Test strumentali
L'endoscopia (sigmoidoscopia e colonscopia) è un test invasivo che generalmente non viene utilizzato per fare una diagnosi iniziale di CDI a meno che non vi sia un alto livello di sospetto indipendentemente dai normali risultati dei test delle feci. Nei pazienti con PMC, il rilevamento si basa sulla visualizzazione diretta mediante sigmoidoscopia o colonscopia. Sebbene l'endoscopia sia necessaria per la diagnosi specifica di PMC, non è sufficiente per diagnosticare tutti i casi di CDAD. La colonscopia in pazienti con colite fulminante aumenta il rischio di perforazione intestinale. La tomografia computerizzata (TC), come metodo non invasivo con bassa sensibilità e specificità, è usata raramente per fare la diagnosi iniziale di PMC o CDI fulminante. Può essere utile per valutare la gravità della malattia e determinare la presenza di perforazione.

## Terapia
Il trattamento della CDI non è raccomandato in individui asintomatici poiché i dati disponibili suggeriscono che il trattamento di tali soggetti non impedirebbe né la trasmissione né l'infezione sintomatica. Vengono impiegate varie terapie in base alla gravità della malattia e a seconda che si tratti di una prima infezione o di una CDI ricorrente. Il trattamento è classificato in due categorie principali, trattamenti medici e chirurgici.
La terapia deve essere tesa al ristabilimento dell'equilibrio idro-elettrolitico con correzione di eventuali alterazioni ioniche. A questo si associata una terapia antibiotica integrata con l'assunzione per un lungo periodo di fermenti lattici e/o altre formulazioni orali (compresse, sospensioni, polveri) contenenti spore, batteri o lieviti, al fine di ristabilire il normale microbiota umano.

### Trattamento farmacologico
La terapia antibiotica a breve termine è clinicamente efficace per piccole percentuali di pazienti, ma nella maggior parte dei casi è necessaria una terapia antimicrobica specifica. La terapia antibiotica empirica nei pazienti con diarrea grave e rischio di CDI (es. recente ospedlizzazione, terapia antibiotica ad ampio spettro) dovrebbe iniziare immediatamente, in attesa dei risultati dei test delle feci. L'uso di agenti antimotilità come narcotici e loperamide non è raccomandato perché possono aumentare la gravità della colite.
Il metronidazolo e la vancomicina orale sono raccomandati come antibiotici per il trattamento dell'episodio iniziale.
Alla dose di 500 mg per via orale 3 volte al giorno o 250 mg per via orale 4 volte al giorno per 10 giorni, il metronidazolo è la prima linea per la CDI da lieve a moderata.  Il metronidazolo come farmaco di prima linea è efficace e poco costoso ed ha basso livello di resistenza e pochi effetti avversi sia per via orale che endovenosa, ma non dovrebbe essere usato per i pazienti critici. Il metronidazolo ha un'efficacia simile alla vancomicina per il trattamento della CDI da lieve a moderata, ma non è approvato dalla Food and Drug Administration (FDA) statunitense per il trattamento della CDI. A differenza della vancomicina, il metronidazolo ha un buon assorbimento e la sua concentrazione fecale è molto bassa o nulla nei volontari sani e nel portatore asintomatico di C. difficile.
La vancomicina orale, 500 mg 4 volte al giorno per 10 giorni, viene somministrata ai pazienti che non tollerano il metronidazolo. La somministrazione di vancomicina tramite clistere viene utilizzata per i pazienti con anomalie chirurgiche o anatomiche. È importante sottolineare che l'uso di routine della vancomicina non è raccomandato a causa del rischio di sviluppo di resistenza alla vancomicina in altri organismi, in particolare gli enterococchi. Tuttavia, in caso di CDI grave, si raccomanda il trattamento con vancomicina orale. In caso di fallimento del trattamento con basse dosi di vancomicina orale e in pazienti con CDI complicata, si raccomanda di utilizzare vancomicina orale ad alte dosi (250-500 mg ogni 6 ore) più metronidazolo per via endovenosa, 500 mg 3 volte al giorno. Dopo il trattamento con vancomicina può verificarsi una percentuale di recidiva del 15-50%. Circa il 15% e il 20% dei pazienti con CDI trattati sperimenteranno una recidiva della malattia entro 4 settimane dal trattamento. Il trattamento della prima recidiva di CDI è lo stesso del trattamento del primo episodio di CDI. Nei pazienti con una seconda recidiva di CDI, la vancomicina dovrebbe essere il trattamento di scelta. La vancomicina a dosaggio ridotto o pulsato può ridurre il rischio di una successiva recidiva.
La fidaxomicina è un nuovo macrociclico che potrebbe essere favorito rispetto alla vancomicina orale nei pazienti con recidive multiple. Il basso tasso di resistenza agli antibiotici e l'effetto minimo sul microbiota fecale e la prevenzione delle ricadute hanno indotto la FDA ad approvare la fidaxomicina per il trattamento della CDI. La fidaxomicina può essere utilizzata per il trattamento di pazienti ad alto rischio di recidiva di CDI, pazienti infettati da ceppo non ipervirulento, pazienti con più episodi di recidiva e pazienti che non sono in grado di tollerare la vancomicina orale. Altri antibiotici che possono essere usati contro C. difficile includono acido fusidico, teicoplanina, rifaximina, ramoplanina, nitazoxanide e tigeciclina.
Diversi protocolli terapeutici possono essere impiegati per i pazienti con una terza o successiva recidiva di CDI, comprese le seguenti opzioni: vancomicina orale, 125 mg 4 volte al giorno per 14 giorni, seguita da rifaximina, 400 mg due volte al giorno per 14 giorni, o immunoglobulina endovenosa, 400 mg / kg, ripetuto fino a 3 volte a intervalli di 3 settimane, o terapia combinata con vancomicina orale, rifaximina orale e trapianto fecale di microbiota (FMT).

### Probiotici
Sebbene i probiotici siano usati come agenti preventivi e terapeutici, il loro ruolo nel trattamento e nella prevenzione della CDI rimane controverso. Gli agenti probiotici meglio studiati in CDI sono Saccharomyces boulardii e Lactobacillus. Alcuni studi hanno dimostrato che le miscele di probiotici possono essere utili nel trattamento e nella prevenzione delle CDI.

### Batterioterapia fecale
La batterioterapia fecale, nota anche come trapianto di feci, è efficace all'incirca dall'85% al 90% in coloro per i quali gli antibiotici non hanno funzionato e come trattamento alternativo nella CDI, specie nelle forme recidivanti. La batterioterapia prevede l'infusione del microbiota acquisito dalle feci di un donatore sano per invertire lo squilibrio batterico responsabile della natura ricorrente dell'infezione. La procedura ripristina il normale microbiota del colon che era stato spazzato via dagli antibiotici e ristabilisce la resistenza alla colonizzazione da parte di Clostridioides difficile. Gli effetti collaterali, almeno inizialmente, sono pochi.
Alcune prove fanno sperare che il trapianto fecale possa essere consegnato sotto forma di pillola. Sono disponibili negli Stati Uniti, ma non sono stati approvati dalla FDA dal 2015.
Questa strategia terapeutica è stato a lungo usata nell'allevamento degli animali, per esempio, per evitare la salmonellosi nei polli. Inoltre, è utilmente utilizzata su topi di laboratorio  per rendere umanizzate le feci degli stessi animali, in modo da poter studiare gli effetti di farmaci o altro sull'ecosistema umano riprodotto nel topo.

### Trattamento chirurgico
La chirurgia è un'opzione terapeutica per il trattamento della colite fulminante o di quei pazienti che non rispondono alla terapia medica. Nei pazienti refrattari a una terapia medica ottimale o che presentano sintomi di megacolon o sepsi, si consiglia pertanto di effettuare prima un consulto chirurgico. Nei casi di colite fulminante, qualsiasi ritardo nella chirurgia può provocare la morte. La tomografia dell'addome può fornire dati preziosi per valutare la gravità della malattia e la necessità di un intervento chirurgico.
Nei pazienti con grave colite da C. difficile, la colectomia può migliorare i risultati. È possibile utilizzare protocolli specifici per individuare i soggetti che trarranno maggiori benefici dall'intervento chirurgico.

### Terapie sperimentali
Alcuni anticorpi monoclonali sperimentali  (CDA-1 e CDB-1, bezlotoxumab, actoxumab) hanno completato gli studi per il trattamento della CDI.

## Prognosi
Solitamente dopo un primo trattamento con metronidazolo o vancomicina, Clostridioides difficile sviluppa nuove ricorrenze in circa il 20% dei casi. Dopo le successive recidive i tassi di ricorrenza aumentano al 40% e 60%.

## Prevenzione
Le precauzioni di contatto sono una parte importante per prevenire la diffusione di C. difficile. All'interno del nosocomio il confinamento dei soggetti infetti in stanze private è importante per prevenire la diffusione del C. difficile tra i pazienti.  Poiché l'infezione da C. difficile non si verifica spesso negli individui che non assumono antibiotici, la limitazione del loro uso riduce il rischio.

### Antibiotici
Il metodo più efficace per prevenire la CDI è la corretta prescrizione antimicrobica. In ambito ospedaliero, dove il CDI è più comune, quasi tutti i pazienti che sviluppano CDI sono esposti agli antimicrobici. Sebbene sia altamente raccomandata una corretta prescrizione antimicrobica, circa il 50% dell'uso di antibiotici è considerato inappropriato. A riguardo sono concordanti i dati in ambito ospedaliero, clinico, comunitario e accademico. È stato dimostrato che una riduzione della CDI limitando gli antibiotici o limitando le prescrizioni antimicrobiche non necessarie, sia in ambito di focolaio che di non-focolaio, è associata alla riduzione della CDI. In alcune regioni del Regno Unito, la riduzione dell'uso di antibiotici fluorochinolonici sembra portare a una riduzione dei tassi di CDI. Inoltre, le reazioni ai farmaci possono essere gravi in caso di CDI: le infezioni da CDI hanno contribuito maggiormente agli eventi avversi ai farmaci osservati negli ospedali statunitensi nel 2011.

### Probiotici
Alcune prove indicano che i probiotici possono essere utili per prevenire infezioni e recidive. Il trattamento delle CDI con Saccharomyces boulardii in coloro che non sono immunocompromessi può essere utile. Inizialmente (2010) la Infectious Diseases Society of America ha raccomandato di non utilizzarlo a causa del rischio di complicanze, ma recensioni successive non hanno riscontrato un aumento degli effetti avversi con questo trattamento, per cui al momento appare sicuro.

### Controllo delle infezioni
Sono necessari protocolli di infezione rigorosi per ridurre al minimo il rischio di trasmissione. I pazienti con CDI dovrebbero essere in stanze con altre persone con CDI o da soli quando sono in ospedale. Le misure di controllo delle infezioni, come indossare guanti e dispositivi medici non critici utilizzati per un singolo paziente con CDI, sono efficaci nella prevenzione, poiché limitano la diffusione di C. difficile in ambito ospedaliero. Inoltre, il lavaggio con acqua e sapone elimina le spore dalle mani contaminate, tuttavia gli sfregamenti delle mani a base alcolica sono inefficaci. Queste precauzioni dovrebbero rimanere in vigore in ospedale per almeno 2 giorni dopo l'interruzione della diarrea. L'installazione di servizi igienici con coperchio e la chiusura del coperchio prima del lavaggio riducono anch'esse il rischio di contaminazione.
I comuni disinfettanti ospedalieri sono inefficaci contro le spore di C. difficile e possono favorire la formazione di spore, ma i disinfettanti contenenti un rapporto 10: 1 tra acqua e candeggina uccidono efficacemente le spore. È stato dimostrato che le salviette di candeggina contenenti ipoclorito di sodio allo 0,55% uccidono le spore e impediscono la trasmissione tra i pazienti. I sistemi a vapore di perossido di idrogeno  utilizzati per sterilizzare una stanza del paziente dopo la dimissione hanno dimostrato di ridurre i tassi di infezione e ridurre il rischio di infezione per i pazienti successivi. L'incidenza di CDI è stata ridotta del 53% o del 42%. I dispositivi di pulizia a raggi ultravioletti e il personale addetto alle pulizie dedicato in particolare alla disinfezione delle stanze dei pazienti infetti da C. difficile dopo la dimissione possono essere efficaci.

## Altri animali
La colite X dei cavalli è associata al C.difficile.